# Tribunal Administrativo e Fiscal de Aveiro
O Tribunal Administrativo e Fiscal de Aveiro é um tribunal português, sediado em Aveiro, pertencente à jurisdição administrativa e tributária.
Este tribunal tem jurisdição sobre os seguintes municípios do distrito de Aveiro:
- Aveiro (sede)
- Águeda
- Albergaria-a-Velha
- Anadia
- Arouca
- Castelo de Paiva
- Espinho
- Estarreja
- Ílhavo
- Mealhada
- Murtosa
- Oliveira de Azeméis
- Oliveira do Bairro
- Ovar
- Santa Maria da Feira
- São João da Madeira
- Sever do Vouga
- Vagos
- Vale de Cambra

Até à criação deste tribunal, em 2003, o distrito de Aveiro (exceto Castelo de Paiva) integrava a jurisdição territorial do Tribunal Administrativo e Fiscal de Viseu. 
O Tribunal Administrativo e Fiscal de Aveiro está integrado na área de jurisdição do Tribunal Central Administrativo Norte. 